# Dia Nacional de Doenças Raras
O Dia Nacional de Doenças Raras é comemorado no Brasil para "despertar a atenção de indivíduos, organizações de pacientes, profissionais de saúde, pesquisadores de órgãos medicamentosos, e autoridades de saúde pública para as doenças raras que afetam a vida de mais de 13 milhões de brasileiros e brasileiras." A data foi escolhida como o último dia de fevereiro pois se trata de um dia raro, variando entre 28 e 29, dependendo do ano.
O Projeto de Lei foi proposto em 2015 por Romário (PSB), com grande influência de Eduardo Suplicy (PT) e Adriana Dias. O dia foi outorgado oficialmente pela Lei nº 13.693/2018, durante o governo Michel Temer.